# جنيف ميتشيل
جنيف ميتشيل (بالإنجليزية: Geneva Mitchell)‏ هي ممثلة أمريكية، ولدت في 3 فبراير 1907 في الولايات المتحدة، وتوفيت في 10 مارس 1949 بلوس أنجلوس في الولايات المتحدة.

## وصلات خارجية
- جنيف ميتشيل على موقع IMDb (الإنجليزية)
- جنيف ميتشيل على موقع ألو سيني (الفرنسية)
- جنيف ميتشيل على موقع أول موفي (الإنجليزية)
- جنيف ميتشيل على موقع قاعدة بيانات برودواي على الإنترنت (الإنجليزية)
- جنيف ميتشيل على موقع قاعدة بيانات الأفلام السويدية (السويدية)
- جنيف ميتشيل على موقع قاعدة بيانات الفيلم (الإنجليزية)
- جنيف ميتشيل على موقع كينوبويسك (الروسية)